# Bankekinds härad

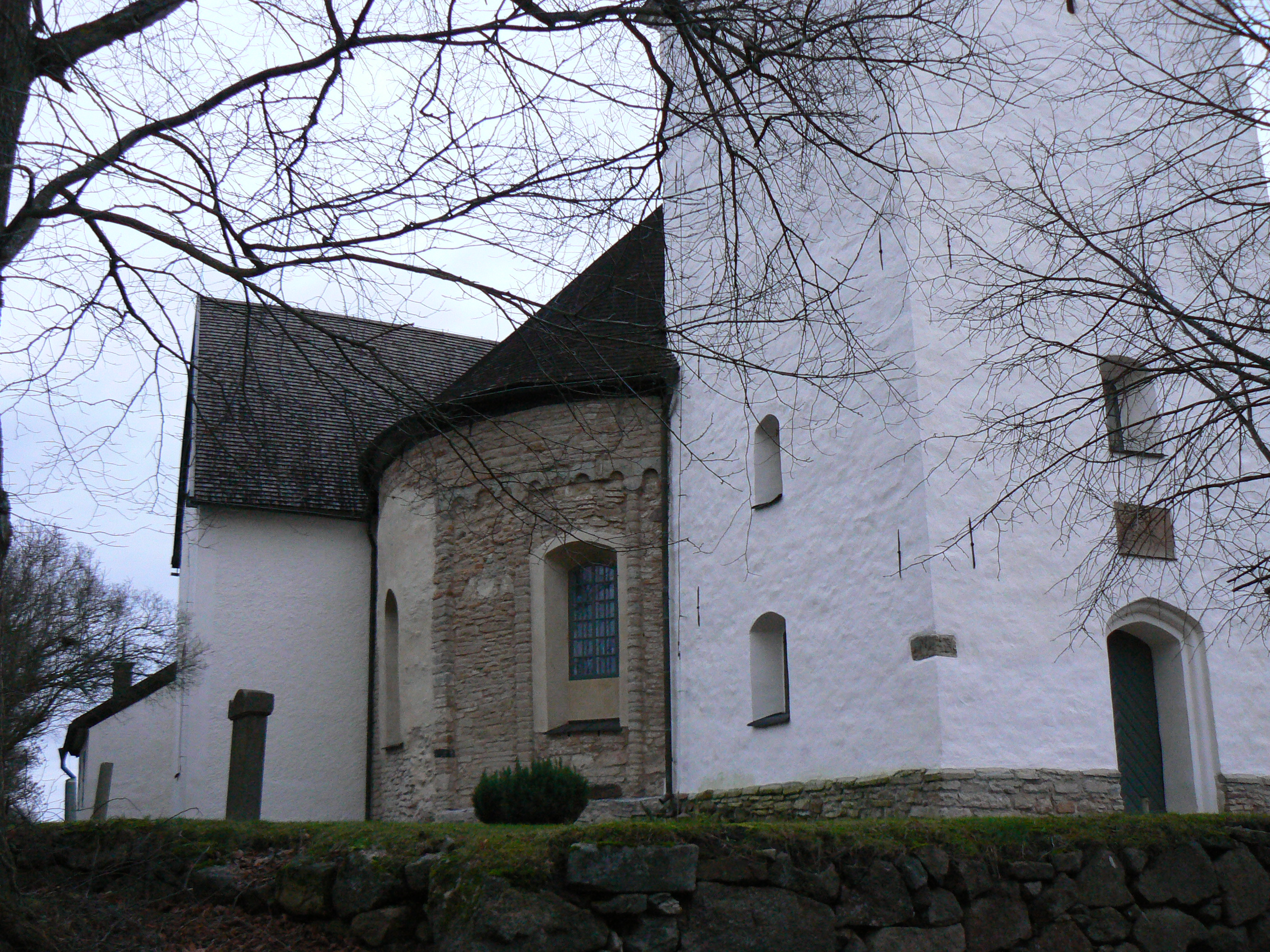
Den ursprungliga rundkyrkan vid Vårdsbergs kyrka

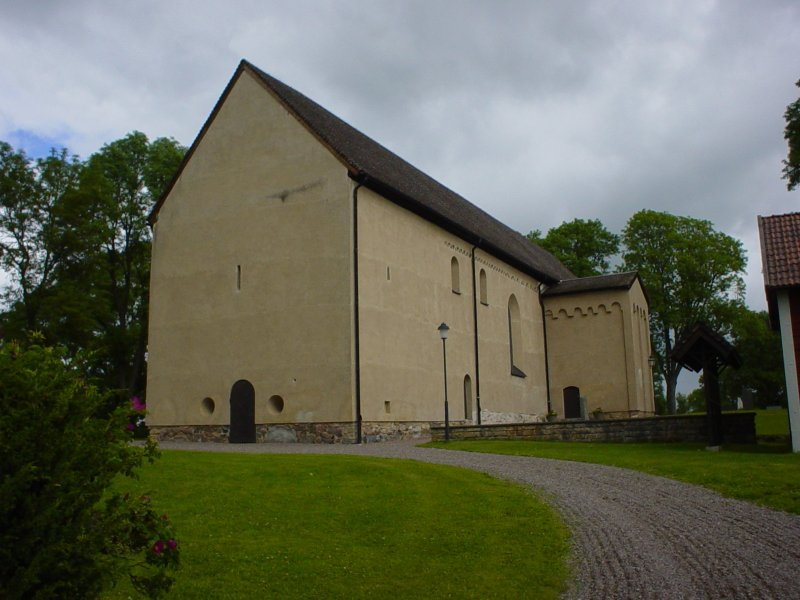
Askeby kyrka

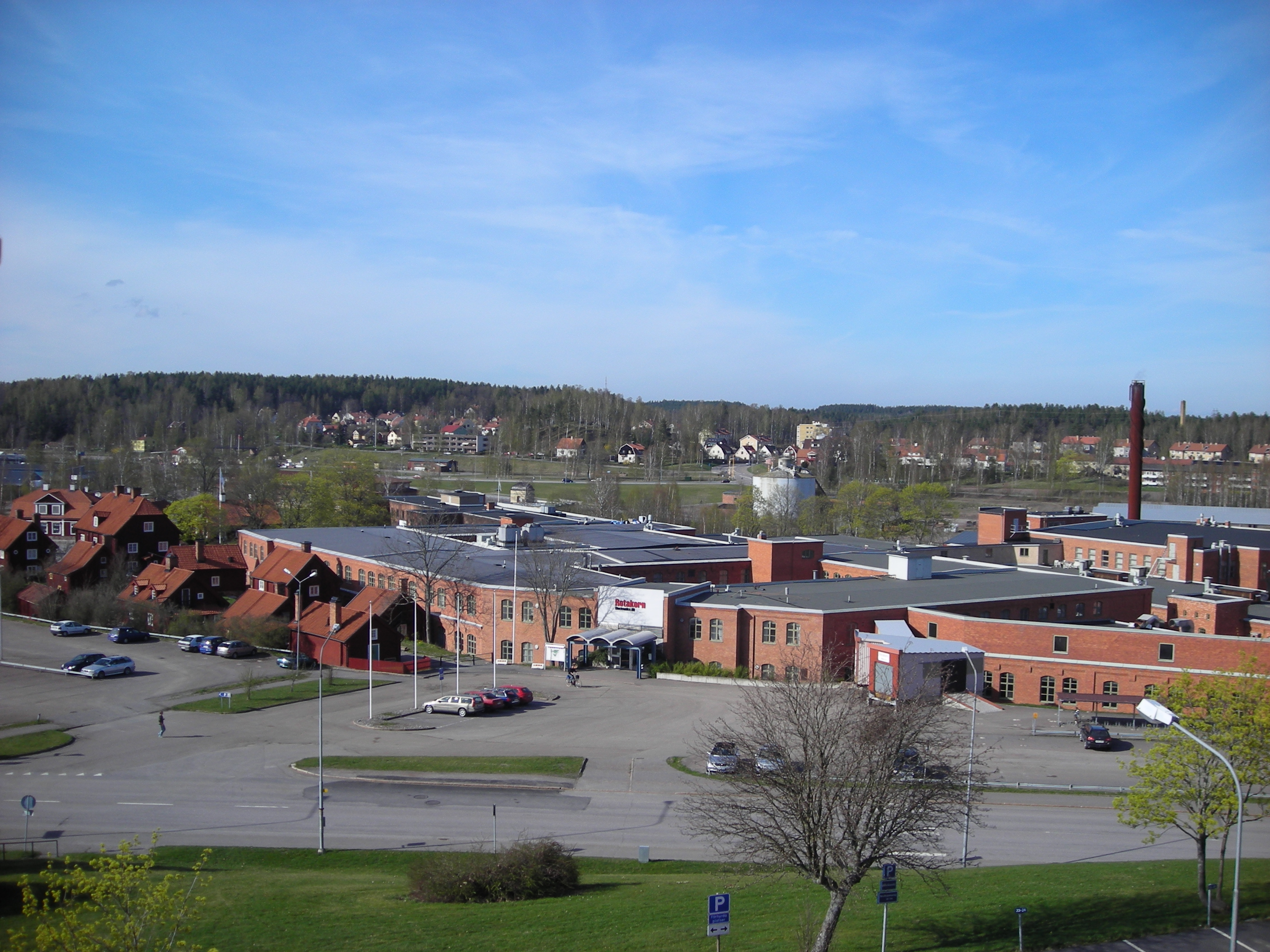
Utsikt över FACIT-fabriken i Åtvidaberg

Bankekinds härad var ett härad i Östergötland. Häradet omfattade delar av nuvarande Linköpings och Åtvidabergs kommuner, vilka är en del av Östergötlands län.  Den totala arealen mätte 563 km² varav land 508 och befolkningen uppgick 1920 till 12 164 invånare. Tingsställe var sedan 1597 Svinstad, där från 1680 till 1753 även Strömsbro, Lerboga, Eriksstad och Fillinge användes. Från 1776 till 1782 var tingsstället i gästgiveriet i Fillinge, för att därefter flytta till Åtvidaberg för att 1789 åter flytta till Fillinge och sedan 1889 flytta till Linköping.

## Geografi
Bankekinds härad var beläget sydost om staden Linköping och sträckte sig söderut mot gränsen till Småland. Häradsområdets norra del är huvudsakligen en del av bördiga Östgötaslätten, vilken sträcker sig över större delen av landskapet. Längre söderut blir landskapet mer kuperat med långsträckta åsar och sjöar såsom Ärlången, Svinstadsjön och Värnässjön för att längst i söder övergå till höglänt bergsland vilket övergår i Sydsvenska höglandet med höjder över 100 m ö.h. I söder avrinner vattnen åt sydost till Gärdserumsån. Sjön Risten i öster avrinner till sjön Yxningen vilken avvattnas via Gusumsån. I övrigt rinner områdets vattendrag mot norr där Vårdsbergsån samt Örtomtaån utmynnar i sjön Roxen i norr. Bankekinds härad gränsade i öster mot Skärkinds härad, i norr mot Åkerbo härad, i väster mot Hanekinds härad och i sydväst mot Kinda härad. I sydost låg Norra Tjusts härad i Kalmar län.
Häradet hade en köping - Åtvidaberg - belägen c:a 35 km sydost om Linköping som numera också är dess största tätort.

### Socknar
Bankekinds härad omfattade åtta socknar. 
I nuvarande Linköpings kommun:
- Askeby
- Bankekind
- Vårdsberg (före 1891 även delar i Åkerbo härad)
- Örtomta

I nuvarande Åtvidabergs kommun:
- Björsäter (före 1892 även delar i Skärkinds härad)
- Grebo (före 1888 även delar i Hanekinds härad)
- Värna
- Åtvids socken (före 1888 även delar i Kinda härad)

### (Lands)kommuner
I samband med 1862 års kommunalförordningar delades häradet in i landskommuner, vilka år 1952 inkorporerades i storkommuner. Askeby, Bankekinds, Vårdsbergs och Örtomta kommuner kom då att ingå i Askeby landskommun, vilken år 1963 slogs samman med Åkerbo landskommun som år 1971 inkorporerades med Linköpings kommun. Björsäters, Grebo och Värna kommuner kom istället att hamna i Björsäters landskommun, vilken år 1971 förenades med Åtvidabergs köping till Åtvidabergs kommun.

## Historia
Landskapet Östergötland har varit befolkat sedan urminnes tider och dess invånare omtalas för första gången under folkvandringstiden. Redan tidigt utgjorde landskapet en av de tre centralbygder som under medeltiden skulle komma att forma konungariket Sverige. Slättbygderna i landskapets centrala delar genomkorsades under stenåldern av en fjärd som förband sjön Vättern med havet, och vartefter landet höjdes bildades den bördiga Östgötaslätten på vilken delar av Bankekinds härad var beläget. Namnet Bankekind kommer av fornsvenskans Bankakinda och har ett efterled -kind som är vanligt bland häradsnamnen i Östergötland och kommer av ett isländskt ord för släkt eller ätt. Förledet Banke- kommer av ett personnamn och ska alltså tolkas som av Bankes släkt. Häradets ursprungliga tingsplats uppges under 1300-talet ligga vid Risla, vilket sedermera byter namn till Slätamo. År 1792 färdigställs ett nytt tingshus i Fillinge söder om Bankekinds kyrka, vilket används fram till år 1889. Lokaler kvarstår i närmast oförändrat skick och används idag av den lokala hembygdsföreningen. Ytterligare en tingsplats förefaller ha funnits i Göthult i Åtvids socken vilken i det närmaste torde ha använts av det omkringliggande bergslaget som tidigt bildades i trakten.
Bankekinds härad genomkorsades tidigt av den medeltida ridvägen Eriksgatan. Den tidigaste sträckningen passerade via Söderköping och löpte därefter mot Linköping via Askeby kyrka där en kungsgård fanns. Redan under 1000-talet byggdes en bro över vadet nära kyrkan som i sin tur lär ha uppförts under kung Knut Erikssons regeringstid. Någon gång före år 1185 har både kungsgård och kyrka skänkts till Cisterciensorden och Askeby kloster grundades som ett dotterkloster till Vreta kloster som grundats c:a 100 år tidigare. Trots att klostret fungerade som gästgiveri längs den viktiga vägen fick det aldrig den betydelse som andra större kloster åtnjöt, och efter upprepade bränder och förfall stängdes det helt efter reformationen år 1529. Närmare Linköping väster om Askeby ligger Vårdsbergs kyrka som uppfördes under 1100-talet som en rundkyrka med försvarsfunktioner. Kyrkan var belägen vid den viktiga bron över Vårdsbergsån och utgör den enda bevarade kyrkan i sitt slag i hela Östergötland.
Staden Linköping uppstod i gränslandet mellan Bankekinds, Åkerbo och Hanekinds härader. Platsen var tidigt tingsplats för det östgötska landstinget Lionga ting och redan tidigt uppfördes en kungsgård vid bron över Stångån. Gravfält, storhögar och runstenar pekar på platsens uråldriga historia och redan under 1000-talet uppfördes här den första kyrkan som under 1100-talet kom att byggas ut till Linköpings domkyrka. Gården som sedermera kom att bli Linköpings slott började uppföras under det tidiga 1100-talet, vilket gör det till en av landets äldsta bevarade profana byggnader. Linköping var inte det medeltida Östergötlands största stad - både Skänninge och Söderköping var betydligt större - men det kom onekligen att utvecklas till den absolut viktigaste, och flera viktiga möten av såväl kyrklig som världslig natur kom att hållas i staden liksom flera kröningar. Som industristad kom Linköping att växa stort under tiden efter Andra världskriget då försvarsindustrin med SAAB i spetsen ledde utvecklingen, och den är numera större än den traditionella industristaden Norrköping som dock endast ligger 40 km nordost om Linköping.
I Bankekinds härad sydligaste delar hittades under medeltiden stora kopparfyndigheter och en bergslag kom att uppstå kring nuvarande Åtvidaberg. Brytningen vid Bersbo koppargruvor i Värna socken inleddes under 1500-talet, och samhället kom att växa till en större bruksort där det som mest bodde 1 200 invånare, och mellan gruvorna och Åtvidaberg löpte Östergötlands första järnväg. Under 1850- och 60-talen var gruvan faktiskt Sveriges största kopparproducent. Åtvidaberg växte fram som industriort och kom framförallt att utvecklas under den första halvan av 1900-talet när industrikoncernen AB Åtvidabergs industrier blev världsledande inom utvecklingen av kontorsräknemaskiner. Företaget bytte under 1960-talet namn till Facit AB och hade som mest 14 000 anställda i 140 länder med Åtvidaberg som koncerncentrum. Orten blev municipalsamhälle och fick år 1947 köpingsrättigheter. Här passerade dessutom Östra centralbanan som förbinder Linköping med Västervik.
Bland Bankekinds härads många herresäten märks Ekenäs slott som anlades år 1562 på en klippa vid sjön Teden i Örtomta socken. Sitt nuvarande utseende fick slottet under mitten av 1600-talet, och varje år hålls här traditionella riddarspel. Vidare märks säteriet Adelsnäs i Åtvids socken vars huvudbyggnad uppfördes i början av 1900-talet och då inhyste Adelsnäs trädgårdsskola. Idag är byggnaden hotell.

## Län, fögderier, tingslag, domsagor och tingsrätter
Socknarna ingick i Östergötlands län. Församlingarna tillhör(de) Linköpings stift.
Häradets socknar hörde till följande fögderier:
- 1720-1917 Åkerbo, Bankekinds och Hanekinds fögderi
- 1918-1990 Linköpings fögderi

Häradets socknar tillhörde följande tingslag, domsagor och tingsrätter:
- 1680-1888 Bankekinds tingslag i Åkerbo, Bankekinds, Hanekinds, Memmings (till 1853) och Skärkinds (till 1853) häraders domsaga (delad mellan 1781 och 1805 där Bankekind och Hanekinds härader bildade den ena)
- 1889-1923 Åkerbo, Bankekinds och Hanekinds tingslag i  Åkerbo, Bankekinds och Hanekinds domsagad
- 1924-1970 Linköpings domsagas tingslag i Linköpings domsaga

- 1971- Linköpings tingsrätt och domsaga

## Häradshövdingar
| Ämbetstid | Namn                                    | Levnadstid |
| --------- | --------------------------------------- | ---------- |
| 1369      | Tomas Jonsson (Grip)                    |            |
| 1369–1376 | Jon Tomasson (Grip)                     |            |
| 1377–1391 | Sten Stensson (Bielke)                  |            |
| 1406–1411 | Esbjörn Kristiernsson Djäkn             |            |
| 1414–1464 | Bo Stensson (Natt och Dag)              |            |
| 1481–1491 | Nils Sture                              | 1426–1494  |
| 1506–1511 | Svante Nilsson (Sture)                  | –1512      |
| 1524      | Erik Slatte                             |            |
| 1530      | Olof Galle                              |            |
| 1532      | Kalmar-Nils                             |            |
| 1538      | Axel Eriksson (Bielke)                  |            |
| 1559      | Jöran Trulsson (halv lilja med stjärna) |            |
| 1568      | Peder Bagge                             |            |
| 1573–1581 | Per Clemetsson                          |            |
| 1582–1583 | Johan Copp                              |            |
| 1584–1597 | Claes Slatte                            |            |
| 1597–     | Peder Bagge                             |            |
| 1600–1605 | Christoffer von Scheiding               |            |
| 1612      | Per Nilsson (Natt och Dag)              |            |
| 1623–1633 | Lindorm Stråle                          |            |
| 1635–1639 | Daniel Sidenius                         |            |
| 1639–1640 | Erik Rosenhielm                         |            |
| 1642–1652 | Carl Månesköld af Seglinge              | 1593–1671  |
| 1680-1681 | Johan Gripenwaldt                       |            |
| 1681-1682 | Germund Palmstedt                       | 1661–1741  |
| 1682-1684 | Mauritz Ludvig Holst                    | 1636–1700  |
| 1684-1699 | Germund Palmstedt                       | 1661–1741  |
| 1699-1718 | Johan Lundius                           |            |
| 1718-1719 | Axel Palmfelt                           |            |
| 1719-1733 | Johan Haumbler                          |            |
| 1733-1736 | Georg Monthan                           |            |
| 1736-1747 | Jonas Bergenstråhle                     |            |
| 1747-1780 | Lars Låstbom                            |            |
| 1781-1804 | Christian Brandt                        |            |
| 1805-1852 | Gustaf von Röök                         |            |
| 1853-1869 | Claes Peter Bursie                      |            |
| 1869-1888 | Clas Gustaf Nikanor Livijn              |            |